# Feiras Novas
As Feiras Novas são festas tradicionais em honra de Nossa Senhora das Dores, realizadas anualmente em setembro em Ponte de Lima. Foram criadas por decreto régio em 1826 e têm origem nas antigas feiras de gado e produtos agrícolas. Ao longo dos anos foram evoluindo para se tornarem um dos maiores eventos culturais e religiosos do Minho. Durante três dias, as festividades incluem procissões, atos litúrgicos, desfiles etnográficos e concertos de bandas filarmónicas, além de espetáculos de folclore, concursos de concertinas e o desfile da Vaca das Cordas.
A componente religiosa é centrada na devoção a Nossa Senhora das Dores. Na procissão solene participam diversas irmandades e figuras eclesiásticas. Na componente etnográfica, há uma presença significativa de tradições culturais da região, como os cortejos de bois e os concursos de gado, herança das antigas feiras agrícolas que marcaram a economia da vila durante séculos. A festa é ainda constituída por atividades populares, incluindo arraiais, fogos de artifício e atividades recreativas. As Feiras Novas atraem anualmente milhares de visitantes e turistas a Ponte de Lima. Em 2023 foram inscritas no Inventário Nacional do Património Cultural Imaterial.